# الحسن بن يحيى حميد الدين

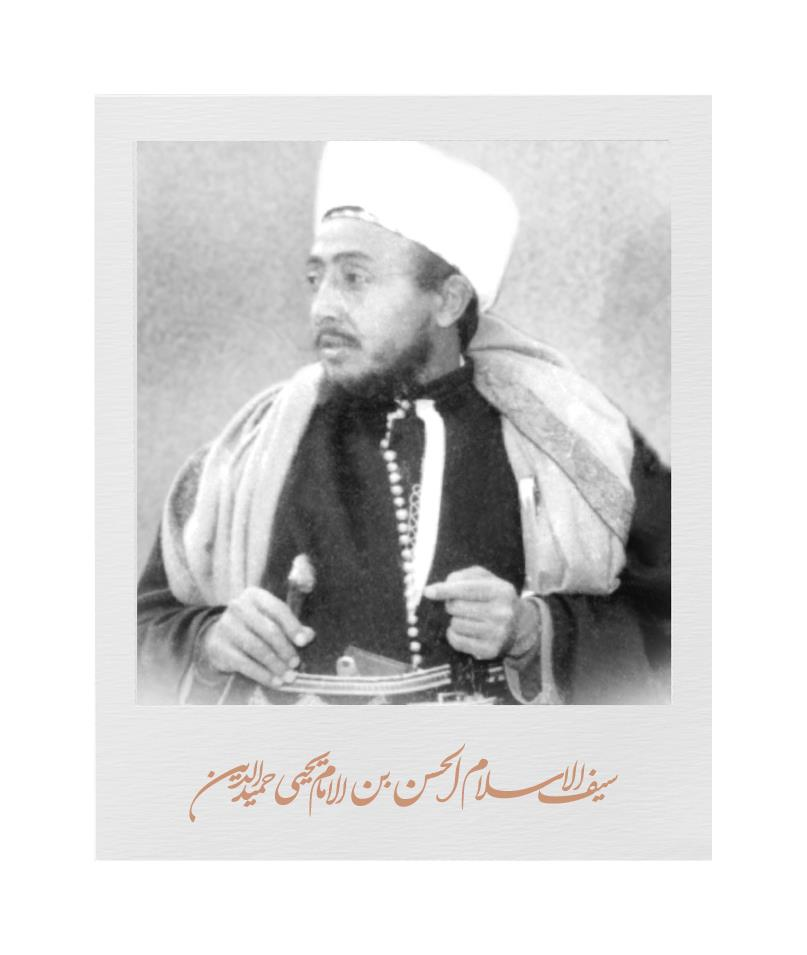
صورة في عمر الكهولة

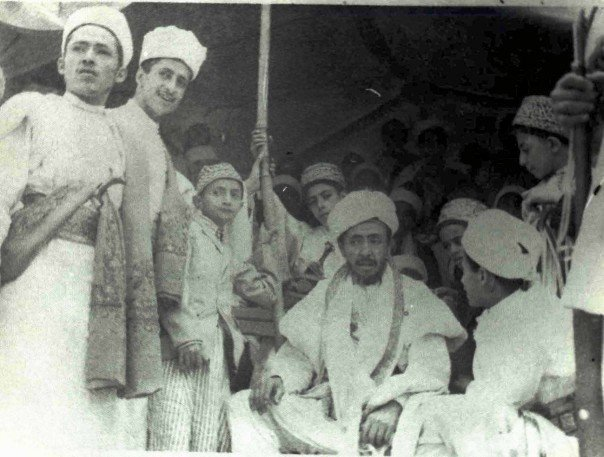
في اجتماع مع قبائل

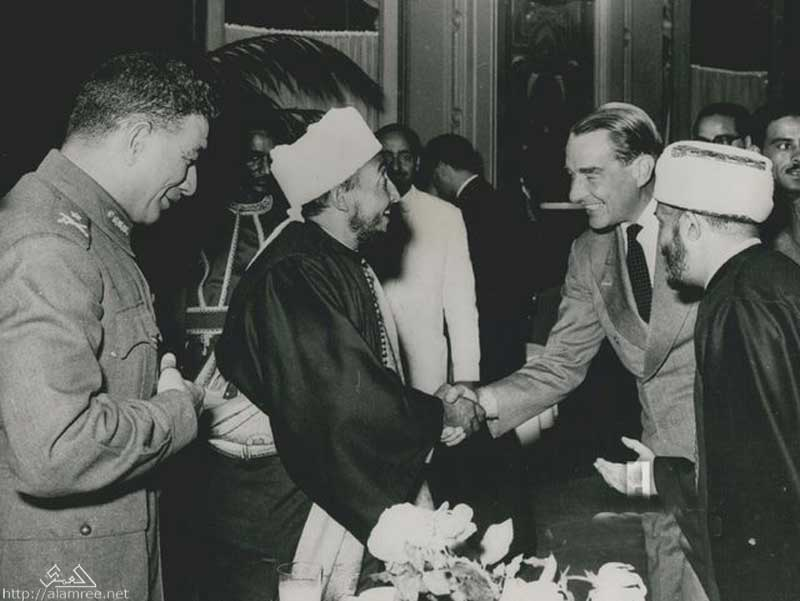
سيف الإسلام الحسن بن يحيى يلتقي سفير المملكة المتحدة في القاهرة

هو الحسن بن يحيى بن محمد حميد الدين ولد في 3 ربيع الثاني سنة 1325 هـ، أرسله والده يحيى حميد الدين نائبا على إب سنه 1349 هـ، ثم أناب "الإمام" أحمد بصنعاء بعد فشل ثورة 1948م، ثم تعين مندوبا لليمن في الأمم المتحدة.